# I. e. 127
Évszázadok: i. e. 3. század – i. e. 2. század – i. e. 1. század
Évtizedek: i. e. 170-es évek – i. e. 160-as évek – i. e. 150-es évek – i. e. 140-es évek – i. e. 130-as évek – i. e. 120-as évek – i. e. 110-es évek – i. e. 100-as évek – i. e. 90-es évek – i. e. 80-as évek – i. e. 70-es évek
Évek: i. e. 132 – i. e. 131 – i. e. 130 – i. e. 129 –  i. e. 128 – i. e. 127 – i. e. 126 – i. e. 125 – i. e. 124 – i. e. 123 – i. e. 122

## Események

### Róma
- Lucius Cornelius Cinnát és Lucius Cassius Longinus Ravillát választják consulnak.

### Pártus birodalom
- II. Phraatész király meghal egy szakák elleni összecsapásban. Utóda nagybátyja, I. Artabanosz.
- Hüszpaoszinész volt szeleukida szatrapa a lakosság támogatásával kiűzi Babilonból a zsarnok pártus kormányzót, Himeroszt. Ezután királynak kiáltja ki magát de még az év vége előtt Timarkhosz pártus hadvezér kiszorítja a városból. Hüszpaoszinész azonban megőrzi a támogatottságát és i.e. 124-re a pártusok vazallusaként megalapítja Kharakéné királyságát a Tigris és Eufrátesz között.

### Hellenisztikus birodalmak
- Meghal II. Nikomédész bithüniai király. Utóda fia, III. Nikomédész.

### Tibet
- Nyatri Cenpo megalapítja a Tibeti Királyságot és a Jarlung-dinasztiát.

## Halálozások
- II. Phraatész, pártus király
- II. Nikomédész, bithüniai király

## Fordítás
- Ez a szócikk részben vagy egészben  a(z)   127 av. J.-C. című francia Wikipédia-szócikk ezen változatának fordításán alapul.  Az eredeti cikk szerkesztőit annak laptörténete sorolja fel. Ez a jelzés csupán a megfogalmazás eredetét és a szerzői jogokat jelzi, nem szolgál a cikkben szereplő információk forrásmegjelöléseként.